# La Constancia, Jalisco
La Constancia är en ort i Mexiko.   Den ligger i kommunen Zapotlán del Rey och delstaten Jalisco, i den centrala delen av landet, 400 km väster om huvudstaden Mexico City. La Constancia ligger 1 526 meter över havet och antalet invånare är 395.
Terrängen runt La Constancia är kuperad åt sydväst, men åt nordost är den platt. Runt La Constancia är det ganska tätbefolkat, med 139 invånare per kvadratkilometer. Närmaste större samhälle är Poncitlán, 6,6 km öster om La Constancia. I omgivningarna runt La Constancia växer huvudsakligen savannskog.